# Castillo de Villaverde
El castillo de Villaverde es un castillo medieval situado en la localidad zaragozana de Luna, visible desde la carretera que une el municipio con El Frago.

## Historia
El castillo de Villaverde es contemporáneo a los castillos de Obano y de Yéquera y como ellos sigue la tradición de castillo-iglesia común en los castillos cristianos del Alto Aragón.
El castillo de Villaverde fue construido por orden del rey Sancho Ramírez, en el 1092, junto al río Arba.
En 1097 perteneció al infante de Aragonés Alfonso. Se tiene constancia de que en 1167 pertenecía a la Orden del Temple que defendía la ruta entre Biel y Luna. En 1320 pasó a manos del infante Alfonso. En el siglo XIV se reconstruyó la fortificación que podemos ver hoy día.

## Descripción
La fortaleza consta de una muralla que encierra un patio de armas de forma rectangular y una torre de planta cuadrada de unos 10 metros de lado y 12 de alto. Es de propiedad privada y se encuentra vallado.

## Enlaces de Interés
- Wikimedia Commons alberga una categoría multimedia sobre Castillo de Villaverde.
- Turismo de Zaragoza Archivado el 1 de marzo de 2017 en Wayback Machine.

- Datos: Q29345546